# 八丁畷駅

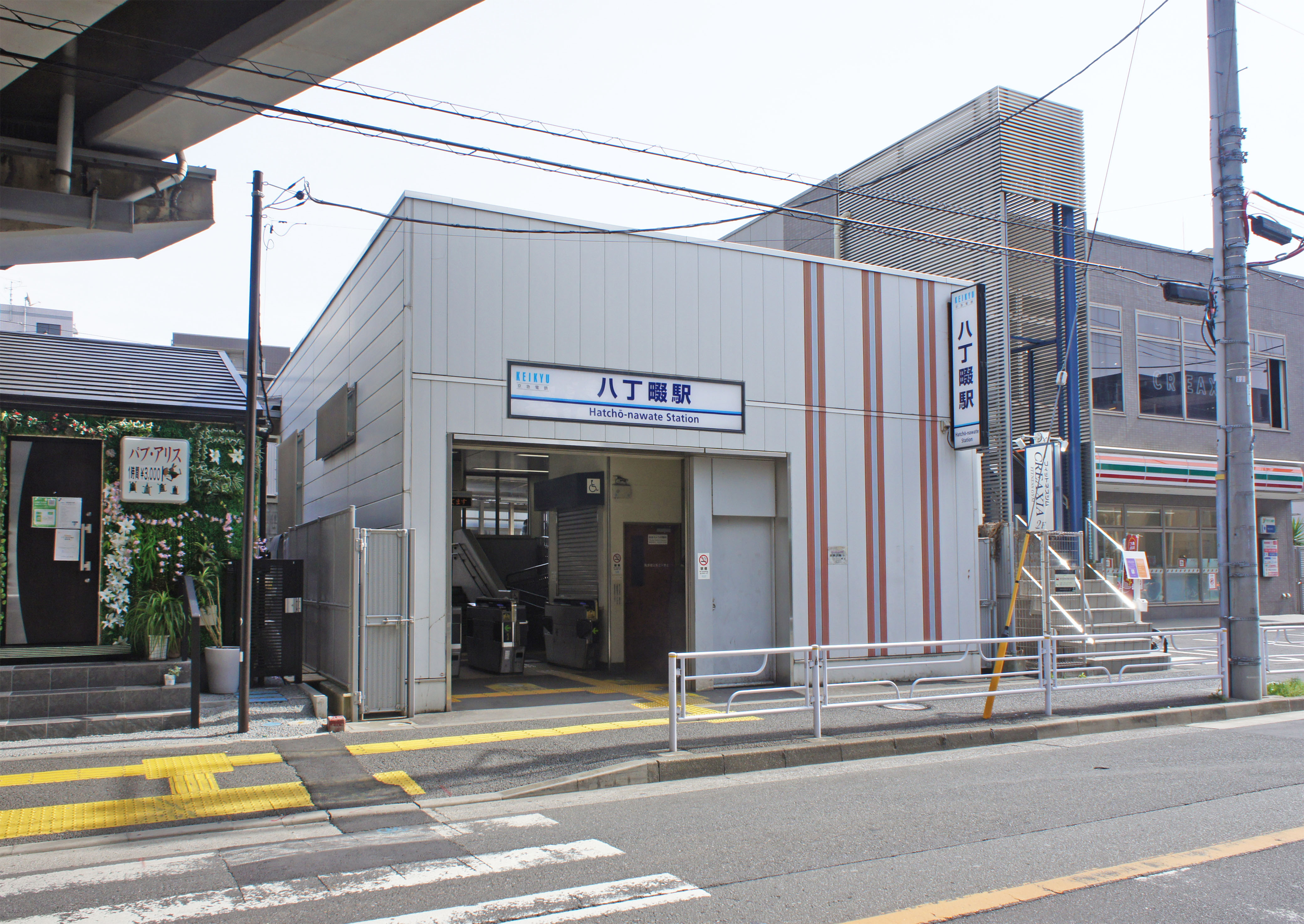
西口（2022年4月）

八丁畷駅（はっちょうなわてえき）は、神奈川県川崎市川崎区池田一丁目にある、京浜急行電鉄（京急）本線・東日本旅客鉄道（JR東日本）南武線浜川崎支線の駅。両社の共同使用駅で、京急の管轄駅である。

## 乗り入れ路線
旅客駅には京浜急行電鉄の本線とJR東日本の南武線（浜川崎支線、旅客案内では「南武支線」）が乗り入れ、両線の接続駅となっている。京急には「KK27」、JRには「JN 51」の駅番号が与えられている。
当駅は川崎市内にあるが、JR東日本の駅は特定都区市内制度における「横浜市内」の駅として扱われる。
このほか、当駅と鶴見駅を結ぶJR東日本東海道本線の支線があり、書類上では当駅が同支線と南武線との分岐点となっている。この東海道本線支線は貨物列車専用であり、南武線浜川崎駅方面と合わせて東海道貨物線を構成しているが、南武線尻手駅方面へ通じる線路と貨物線の線路は、物理的には当駅より1つ浜川崎方の川崎新町駅構内で合流しており、当駅には貨物施設は存在しない。

## 歴史
- 1915年（大正4年）12月25日：京浜電気鉄道（現京浜急行電鉄）の駅が開業。
- 1930年（昭和5年）
  - 3月25日：南武鉄道の駅が貨物駅として開業[1][2]。
  - 4月10日：南武鉄道の駅で旅客営業開始[1][2]。
- 1944年（昭和19年）4月1日：南武鉄道が戦時買収による国有化で運輸通信省南武線の駅となる[1]。同時に国鉄駅での貨物の取扱いを廃止[2]。
- 1958年（昭和33年）4月10日：国鉄駅での荷物扱い廃止[2]。
- 1974年（昭和49年）10月28日：構内踏切を廃止。
- 1987年（昭和62年）4月1日：国鉄分割民営化に伴い、国鉄の駅はJR東日本の駅となる[1][2]。東海道貨物線品川 - 浜川崎 - 鶴見間が品川 - 浜松町 - 浜川崎と鶴見 - 八丁畷に整理され、当駅は南武線と東海道貨物線の接続駅となる。
- 1989年（平成元年）11月26日：駅舎改築。
- 2002年（平成14年）12月10日：JR東日本でICカード「Suica」の利用が可能となる。
- 2011年（平成23年）1月16日：西口を70メートル横浜側へ移設。

当駅の開業日には諸説があり、「京浜急行百年史」では1915年、広報誌「なぎさ」では1916年12月25日、「横浜貿易新報」では1917年1月14日と記載されている。当記事では開業日を歴史の項目では「京急百年史」を、駅情報の図表では「なぎさ」を参照している。

## 駅構造
京急本線は相対式ホーム2面2線を有する地上駅。そのホームの上を南武線浜川崎支線が高架で越しており、南武線は単式ホーム1面1線を設けている。かつて京急は構内踏切があったが、1974年（昭和49年）10月に廃止し、南武線ホーム部を跨線橋として共同使用している。そのため京急と南武線との間に中間改札はなく、簡易ICカード改札機のみが設置されている。
駅舎は京急1番線の品川寄りに1989年完成の中央口、踏切を挟んで反対側の2番線側に小規模な西口があり、ともに自動改札機を設置している。JR東日本は駅業務を京急に委託しており、自動改札機はJRの乗車券やICカードに対応している（ただしマルス発券の乗車券は使用できず、有人改札での処理となる）。また、JR線用の自動券売機はJR東日本のタッチパネル型で、オレンジカードやPASMOを含む各種ICカードには対応しておらず、購入は現金のみ、かつ購入可能範囲も片道580円の区間までに限られている。なおSuicaでのチャージ（入金）は2007年（平成19年）3月18日のPASMOとの相互利用開始により、京急の自動券売機で対応するようになった。当駅は京急管理駅だが、JR南武線を利用する場合に限り、Suicaとの相互利用をしているPASMO以外のカードも利用可能であった。ただし、券売機や入金機でのチャージやきっぷの購入はPASMOおよびSuicaに限られていた。2013年3月23日以降は交通系ICカード全国相互利用サービスの開始により、PASMOと相互利用が可能なすべての交通系ICカードについて京急の自動券売機・入金機でのチャージが可能になった。
南武線ホーム尻手寄りから東海道貨物線が鶴見方面より伸びており、当駅より上り方へ向けて並走している。朝方を中心に貨物列車が走行する光景が見られる。
京急・JRとの正式な連絡駅で、京急線と南武線沿線間の乗り換えに関しては、京急川崎駅・川崎駅よりも歩く距離が短くて済むという利点がある。しかし、南武線の運行本数が少ない上、京急も普通しか停まらないなど不便な点も多い。

### ICカード導入に伴う対応
2002年12月10日に、JR東日本の駅としてSuicaが導入され、当時の展開エリアでは最後の導入となった。これにより、南武線についてはSuica対応となった。
2007年3月18日の京急でのPASMO導入に伴い、南武線のホームの階段近くに京急・JR連絡用の簡易ICカード改札機（南武線ホームの画像にある黄色や青色の機械）が設置された。簡易改札機ではJR・京急間の出場・入場を同時に処理するため、同日より京急線の磁気定期券とJRのSuica定期券の2枚を使っての当駅での改札内での乗り換えには非対応となった。改札内で乗り換える場合は1枚の定期券にまとめる必要がある。また、PASMOなどを使って当駅で乗り換える際、簡易ICカード改札機にカードをタッチしないと、当駅経由とみなされず異なる経路で計算され、定期券の場合も含めて実際の運賃とは異なった運賃が差し引かれる。
さらに、旅客が当駅からSuicaなどで南武線を利用する場合、京急の八丁畷駅改札から入場するため、改札口にタッチした後に、さらに黄色の簡易ICカード改札機にもタッチする必要がある。逆に南武線から下車する場合は、青色の簡易ICカード改札機に読ませた後、駅改札機に読ませる形になる。タッチしないと実際の経路と異なる運賃を差し引かれるため、タッチを忘れた場合は駅係員に申し出る必要がある。ICカード上では京急の八丁畷駅から入場、出場をしてJRの八丁畷駅に入場する処理がされる。南武線の車内放送（ワンマン運転のため自動放送）でも同様の案内がICカードの利用者に向けて行われる。
また、乗り換える際に残額が不足した場合は、チャージ（入金）してからタッチする必要があるため、南武線のホーム上にも京急管轄のチャージ機が存在する。

### のりば
| 事業者 | 番線 | 路線   | 方向       | 行先                    |
| ------ | ---- | ------ | ---------- | ----------------------- |
| 京急   | 1    | 本線   | 下り       | 横浜・三浦海岸方面      |
| 京急   | 2    | 本線   | 上り       | 羽田空港方面 / 品川方面 |
| JR     |      | 南武線 | 下り       | 尻手方面                |
| JR     | 上り | 南武線 | 浜川崎方面 |                         |

（出典：JR東日本:駅構内図）

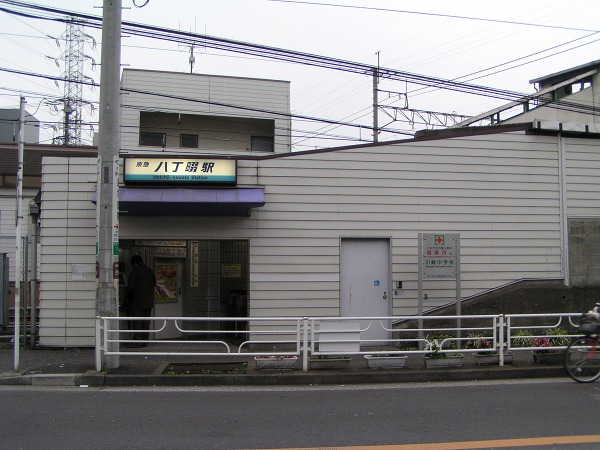
移設前の西口（2005年11月）
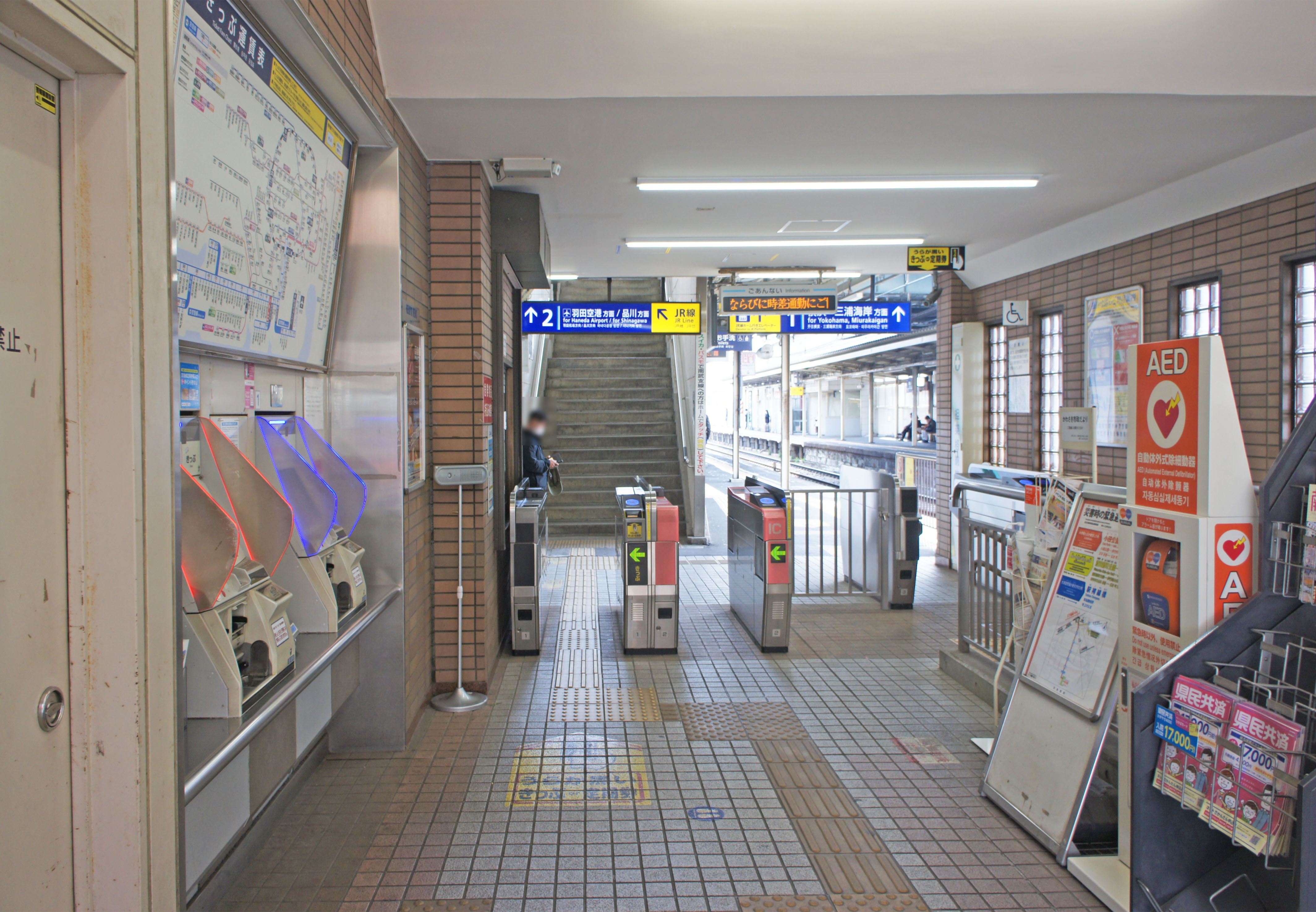
東口改札（2022年4月）
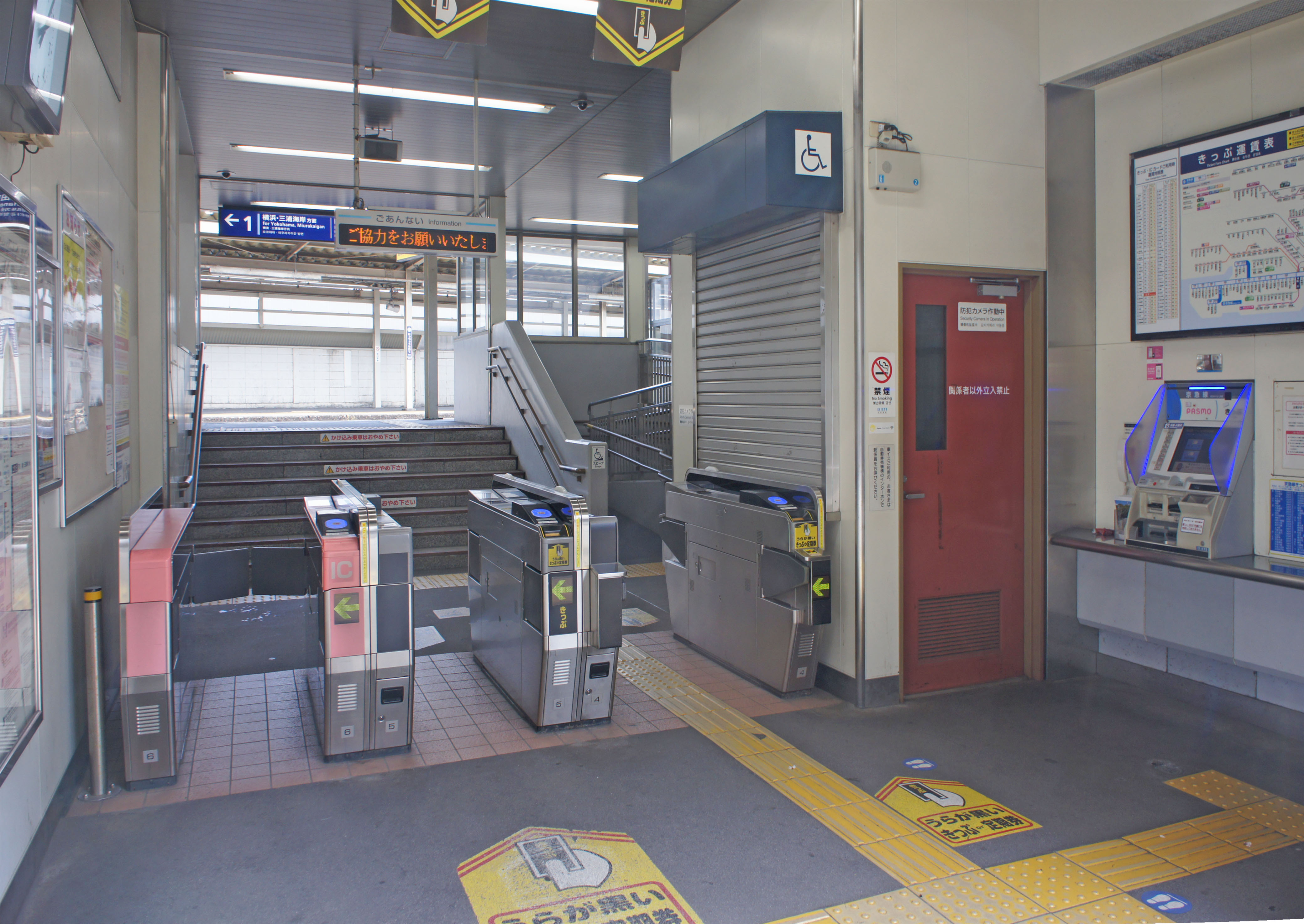
西口改札（2022年4月）
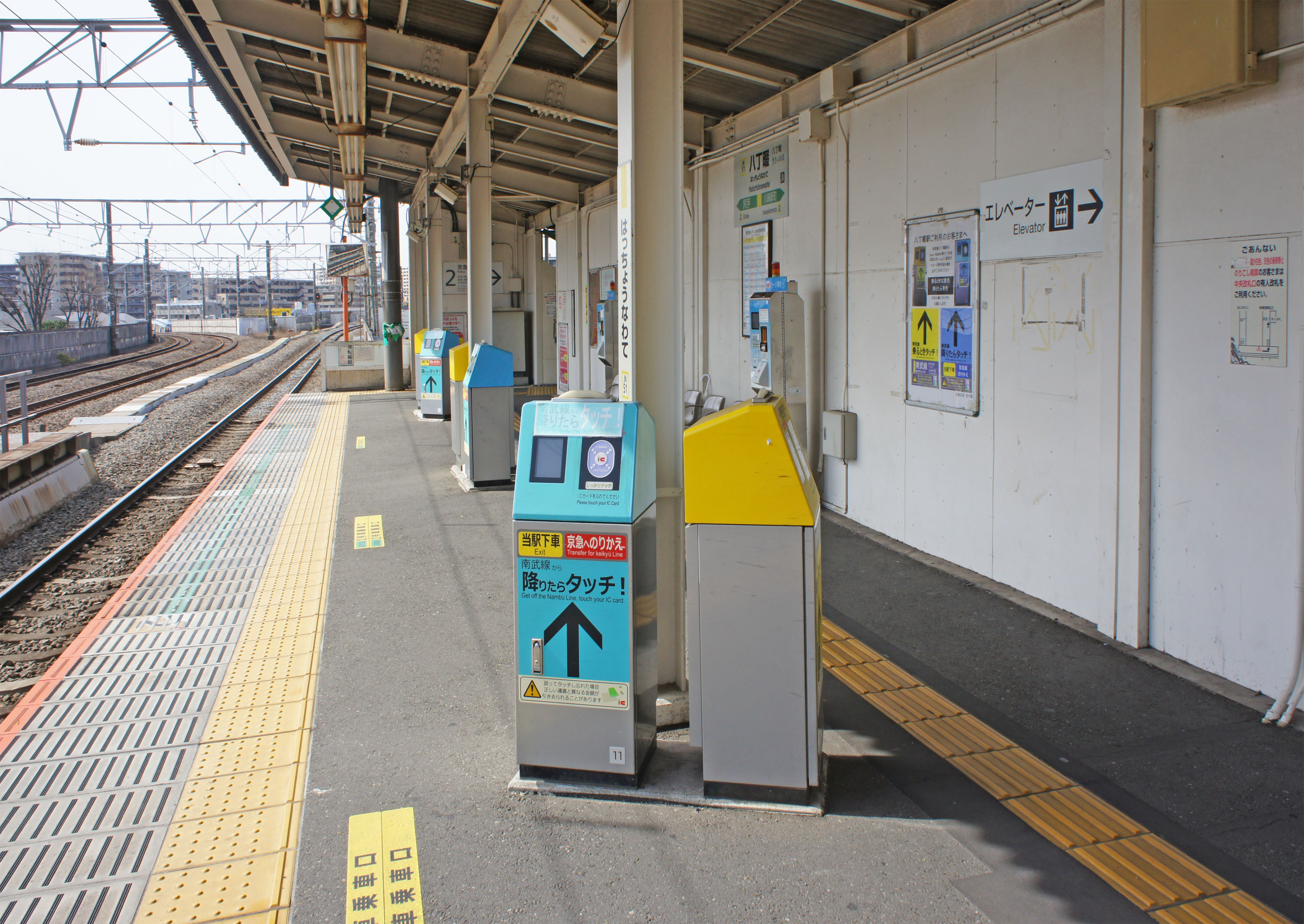
乗換改札口　南武線下車側（2022年4月）
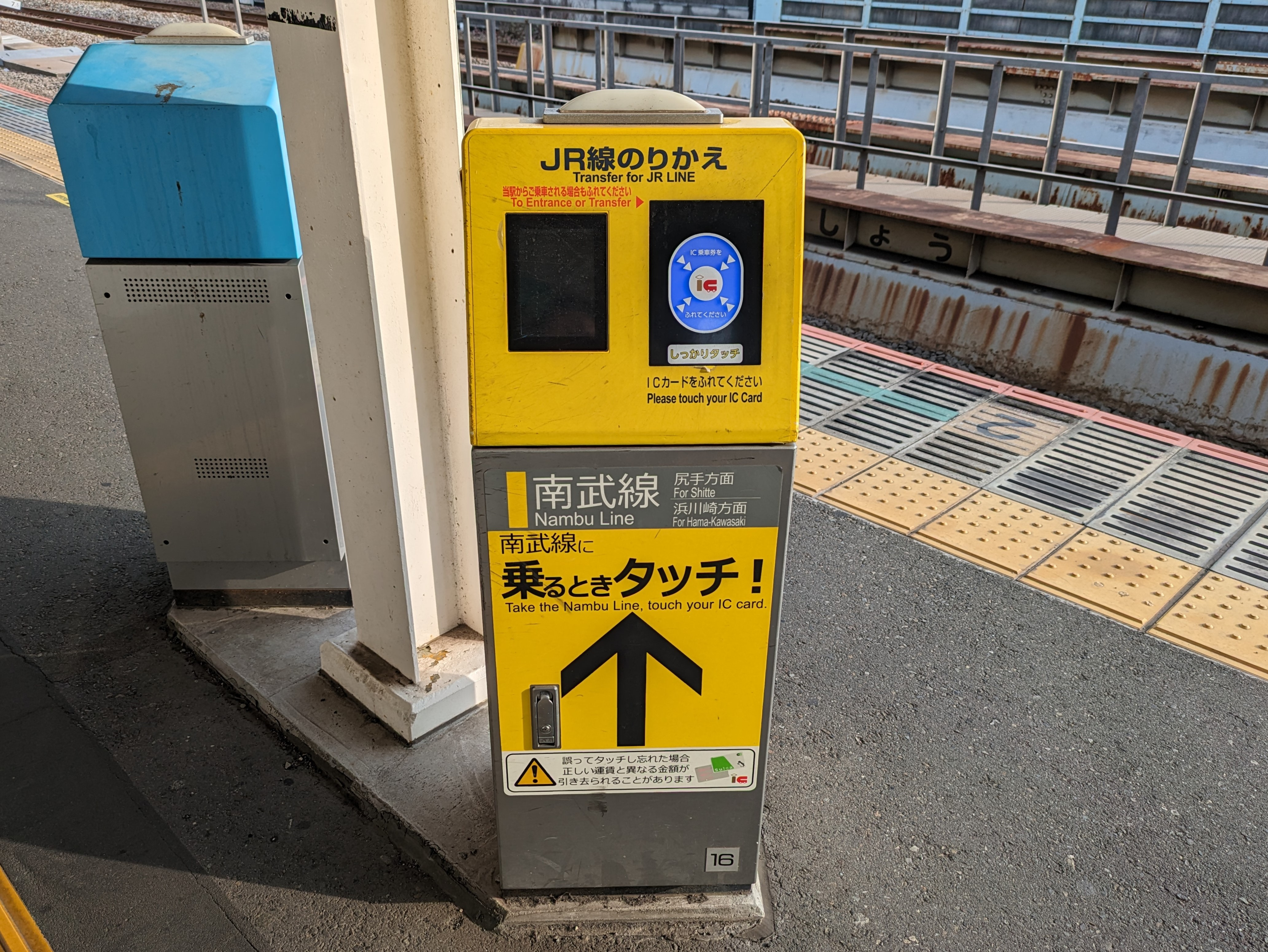
乗換改札口　南武線乗車側（2024年4月）
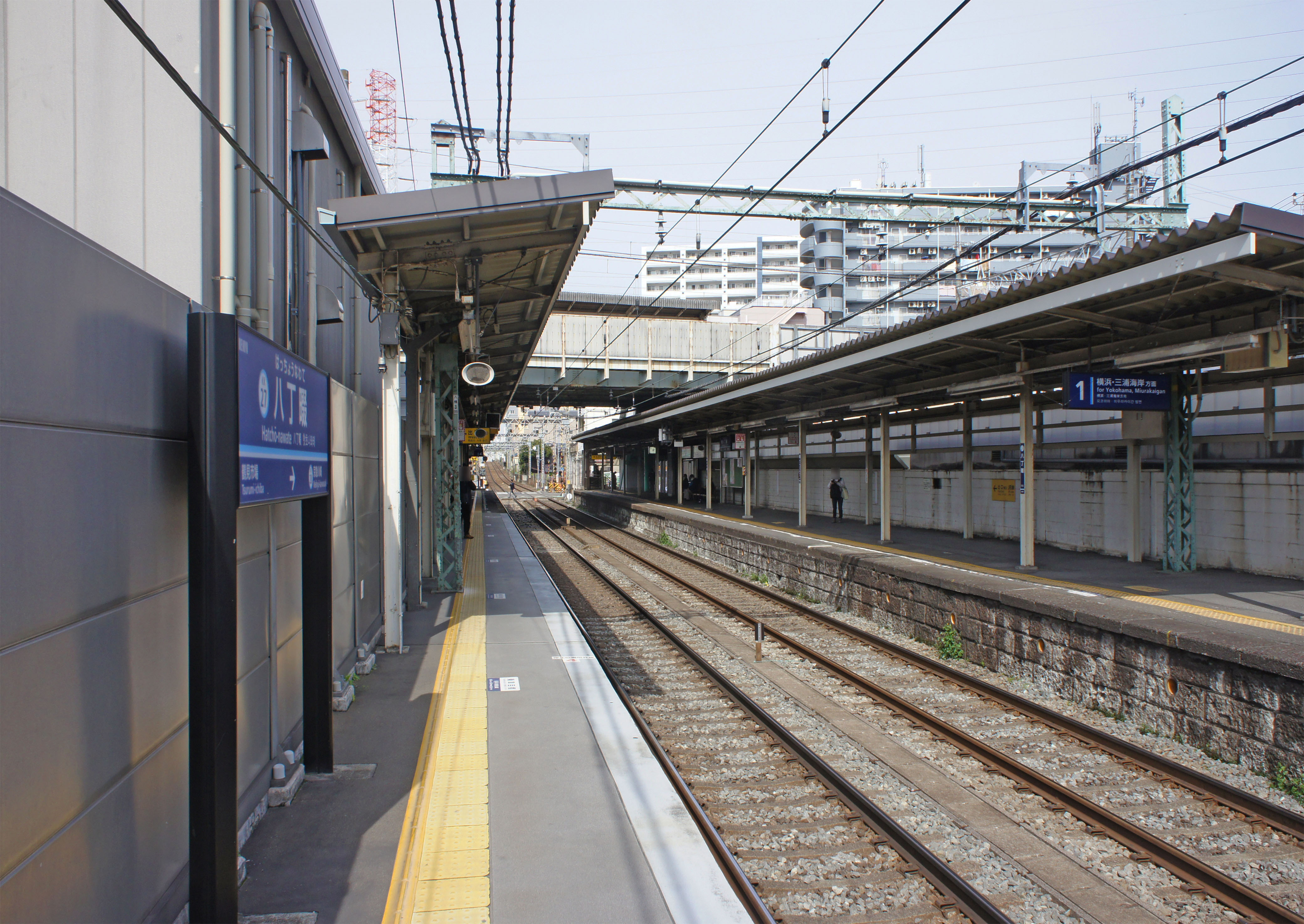
京急ホーム（2022年4月）
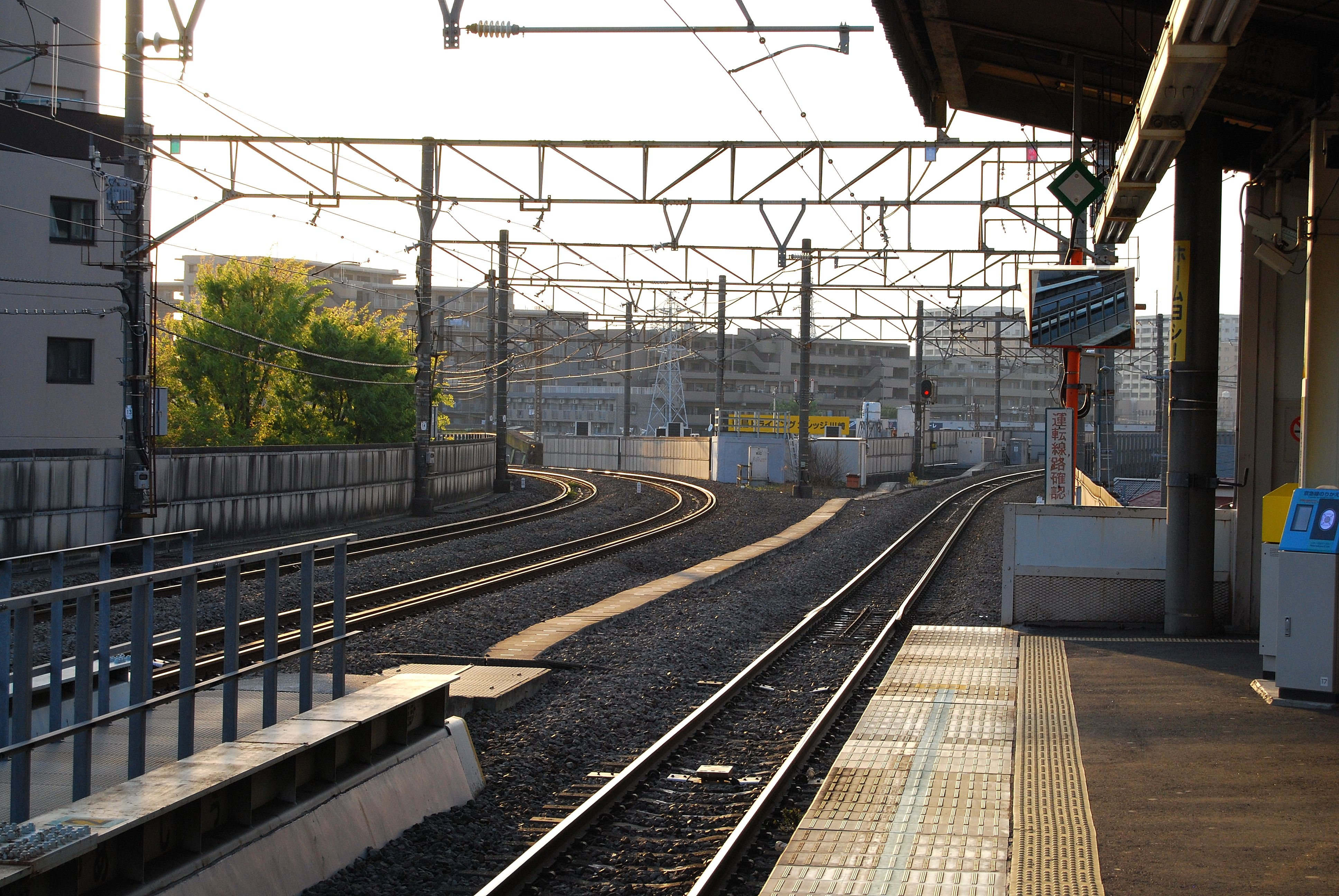
JR八丁畷駅構内尻手方面を見る、左側に曲がる路線は鶴見駅に繋がる東海道貨物線、右側の路線は南武線浜川崎支線。（2010年4月）
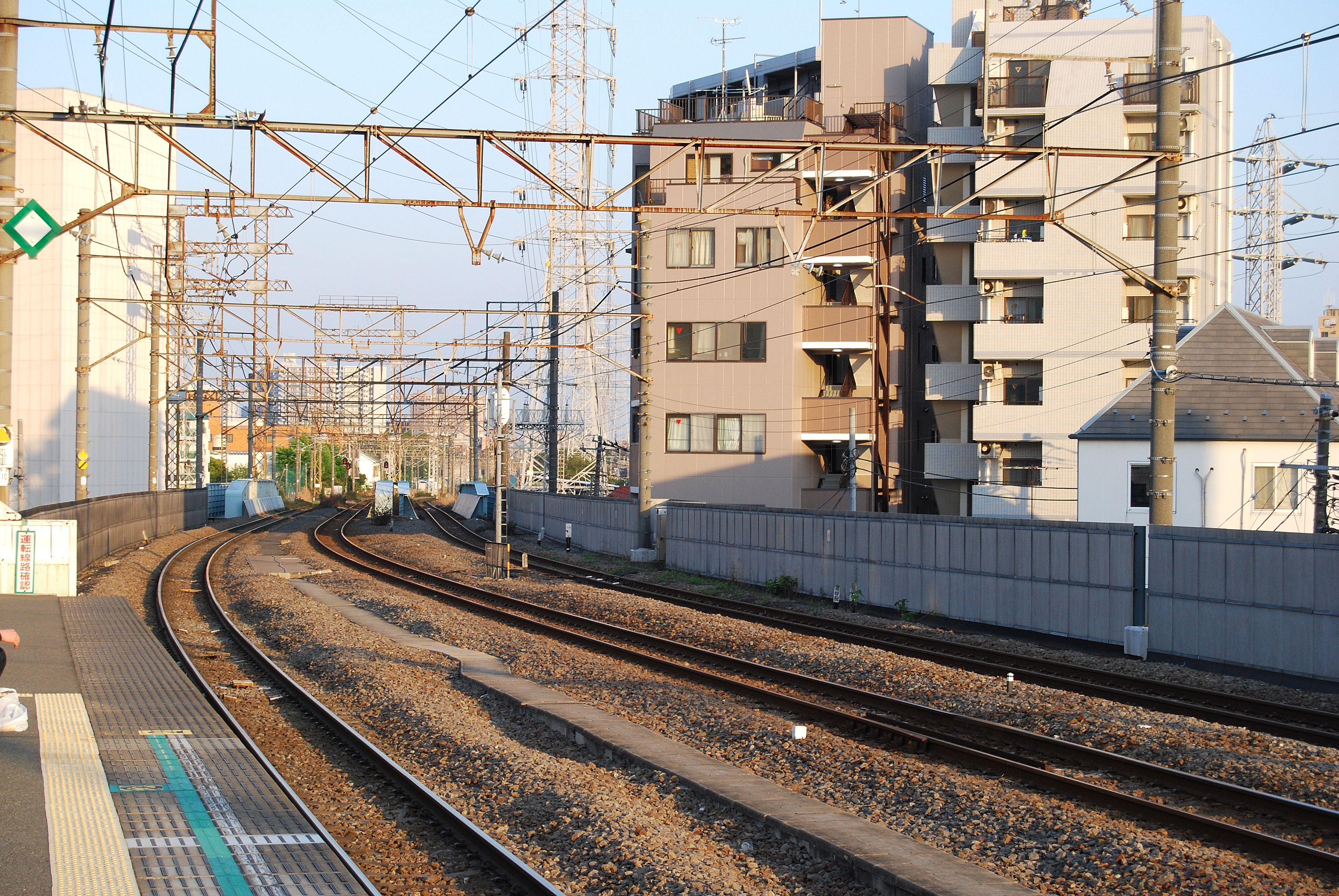
JR八丁畷駅構内浜川崎方面を見る、東海道貨物線と南武線浜川崎支線が平行して浜川崎駅まで続いている。（2010年4月）

## 利用状況
- JR東日本 - 2023年度（令和5年度）の1日平均乗車人員は1,859人である[利用客数 1]。
- 京浜急行電鉄 - 2024年度（令和6年度）の1日平均乗降人員は16,434人[京急 1]である。
京急線全72駅中42位である。

2002年度（平成14年度）以降の1日平均乗降人員は下記の通り（JRを除く）。
| 年度               | 京浜急行電鉄     | 京浜急行電鉄 |
| 年度               | 1日平均 乗降人員 | 増加率       |
| ------------------ | ---------------- | ------------ |
| 2002年（平成14年） | 10,035           |              |
| 2003年（平成15年） | 10,632           | 5.9%         |
| 2004年（平成16年） | 10,982           | 3.3%         |
| 2005年（平成17年） | 11,325           | 3.1%         |
| 2006年（平成18年） | 11,786           | 4.1%         |
| 2007年（平成19年） | 13,126           | 11.4%        |
| 2008年（平成20年） | 13,759           | 4.8%         |
| 2009年（平成21年） | 13,778           | 0.1%         |
| 2010年（平成22年） | 13,806           | 0.2%         |
| 2011年（平成23年） | 13,823           | 0.1%         |
| 2012年（平成24年） | 13,874           | 0.4%         |
| 2013年（平成25年） | 14,045           | 1.2%         |
| 2014年（平成26年） | 14,053           | 0.1%         |
| 2015年（平成27年） | 14,446           | 2.8%         |
| 2016年（平成28年） | 15,153           | 4.9%         |
| 2017年（平成29年） | 15,703           | 3.6%         |
| 2018年（平成30年） | 16,036           | 2.1%         |
| 2019年（令和元年） | 16,165           | 0.8%         |
| 2020年（令和02年） | 12,756           | −21.1%       |
| 2021年（令和03年） | 13,580           | 6.5%         |
| 2022年（令和04年） | 14,700           | 8.2%         |
| 2023年（令和05年） | 15,874           | 8.0%         |
| 2024年（令和06年） | 16,434           |              |

1995年度（平成7年度）以降の1日平均乗車人員は下記の通り。
| 年度               | JR東日本 | 京浜急行電鉄 | 出典                |
| ------------------ | -------- | ------------ | ------------------- |
| 1995年（平成07年） | 1,076    | 4,963        | [ 6 ]               |
| 1996年（平成08年） | 987      | 4,754        |                     |
| 1997年（平成09年） | 868      | 4,784        |                     |
| 1998年（平成10年） | 862      | 4,587        | [ 神奈川県統計 1 ]  |
| 1999年（平成11年） | 836      | 4,560        | [ 神奈川県統計 2 ]  |
| 2000年（平成12年） | 768      | 4,841        | [ 神奈川県統計 2 ]  |
| 2001年（平成13年） | 886      | 5,092        | [ 神奈川県統計 3 ]  |
| 2002年（平成14年） | 841      | 5,185        | [ 神奈川県統計 4 ]  |
| 2003年（平成15年） | 858      | 5,473        | [ 神奈川県統計 5 ]  |
| 2004年（平成16年） | 895      | 5,670        | [ 神奈川県統計 6 ]  |
| 2005年（平成17年） | 940      | 5,866        | [ 神奈川県統計 7 ]  |
| 2006年（平成18年） | 955      | 6,115        | [ 神奈川県統計 8 ]  |
| 2007年（平成19年） | 1,132    | 6,780        | [ 神奈川県統計 9 ]  |
| 2008年（平成20年） | 1,162    | 6,970        | [ 神奈川県統計 10 ] |
| 2009年（平成21年） | 1,187    | 6,980        | [ 神奈川県統計 11 ] |
| 2010年（平成22年） | 1,230    | 7,004        | [ 神奈川県統計 12 ] |
| 2011年（平成23年） | 1,197    | 7,003        | [ 神奈川県統計 13 ] |
| 2012年（平成24年） | 1,242    | 7,039        | [ 神奈川県統計 14 ] |
| 2013年（平成25年） | 1,276    | 7,121        | [ 神奈川県統計 15 ] |
| 2014年（平成26年） | 1,334    | 7,129        | [ 神奈川県統計 16 ] |
| 2015年（平成27年） | 1,409    | 7,325        | [ 神奈川県統計 17 ] |
| 2016年（平成28年） | 1,549    | 7,698        | [ 神奈川県統計 18 ] |
| 2017年（平成29年） | 1,638    | 7,976        | [ 神奈川県統計 19 ] |
| 2018年（平成30年） | 1,705    | 8,145        | [ 神奈川県統計 20 ] |
| 2019年（令和元年） | 1,792    | 8,190        | [ 神奈川県統計 21 ] |
| 2020年（令和02年） | 1,523    | 6,436        | [ 神奈川県統計 22 ] |
| 2021年（令和03年） | 1,618    | 6,864        | [ 神奈川県統計 23 ] |
| 2022年（令和04年） | 1,707    | 7,444        | [ 神奈川県統計 24 ] |
| 2023年（令和05年） | 1,859    |              |                     |

## 駅周辺
- 国道15号
- 神奈川県警川崎警察署
- 川崎京町郵便局
- 社団恒春会馬嶋病院
- 飛鳥ドライビングカレッジ川崎
- 八丁畷商栄会（商店街協同組合） - 大半の商店が閉店しており、シャッター通りとなっている。
- ふれあいプラザかわさき（日進町こども文化センター、視覚障害者情報文化センター、わーくす川崎、かわさき老人福祉・地域交流センター、シルバー人材センター）[7]

2018年3月15日まで、当駅正面踏切前の交差点には川崎鶴見臨港バスの交通誘導員が朝ラッシュ時前から夕方ラッシュ時が終わるまでの間2人配置され、詰所も設置されていた。これは踏切前の交差点に信号がなく、駅中央口の前を臨港バスの大型路線バスが右左折する際に踏切前の道路を大きくふさいでしまうことと、交差点ぎりぎりに建物が建っておりバスの右左折時には反対側を見通すことができず衝突事故を起こす可能性が高いことが理由である。その後駅前の再開発に伴う建物の解体と道路の付け替えが行われ、誘導員の配置は廃止されて詰所も撤去された。
またこの踏切では、過去に何度も人身事故や自動車等の立ち往生などが発生している。
- 松尾芭蕉句碑

駅前の小川町通り（旧東海道）を川崎警察署方向へ約200 mの位置のポケットパークに、松尾芭蕉が1694年 最後に江戸の深川を発って伊賀国に帰郷した際に川崎宿まで見送りに来た門弟らとの惜別を「麦の穂にたよりをつかむ別れかな」と詠んだ句を碑が建てられている。

## バス路線
「八丁畷」停留所にて、川崎鶴見臨港バスが運行する以下の路線が発着する。
- 川28：京町循環・浜川崎営業所
- 川30：鶴見駅東口
- 川28・川30：川崎駅前

## 川崎アプローチ線計画
2003年3月4日付日本経済新聞の記事によると、2010年までに「川崎アプローチ線」を建設する計画があった。完成した場合、当駅付近に「新八丁畷駅」を設置し、南武線の駅は廃止される案があったが、完成予定時期を過ぎた2011年になっても、この計画については未だ進展が見られない。

## 作品での登場
小津安二郎が監督した映画『お早よう』では、佐田啓二と久我美子が立ち話をするシーンで、当駅の南武支線ホームが使用された。

## 隣の駅
京浜急行電鉄（京急）
 本線
■快特・■特急・■急行
通過
■普通
京急川崎駅 (KK20) - 八丁畷駅 (KK27)  - 鶴見市場駅 (KK28)
東日本旅客鉄道（JR東日本）
 南武線支線（浜川崎支線）
尻手駅 (JN 02) - 八丁畷駅 (JN 51) - 川崎新町駅 (JN 52)
東海道本線貨物支線
鶴見駅 - 八丁畷駅

### 記事本文